# Philoktetes (Sophokles)

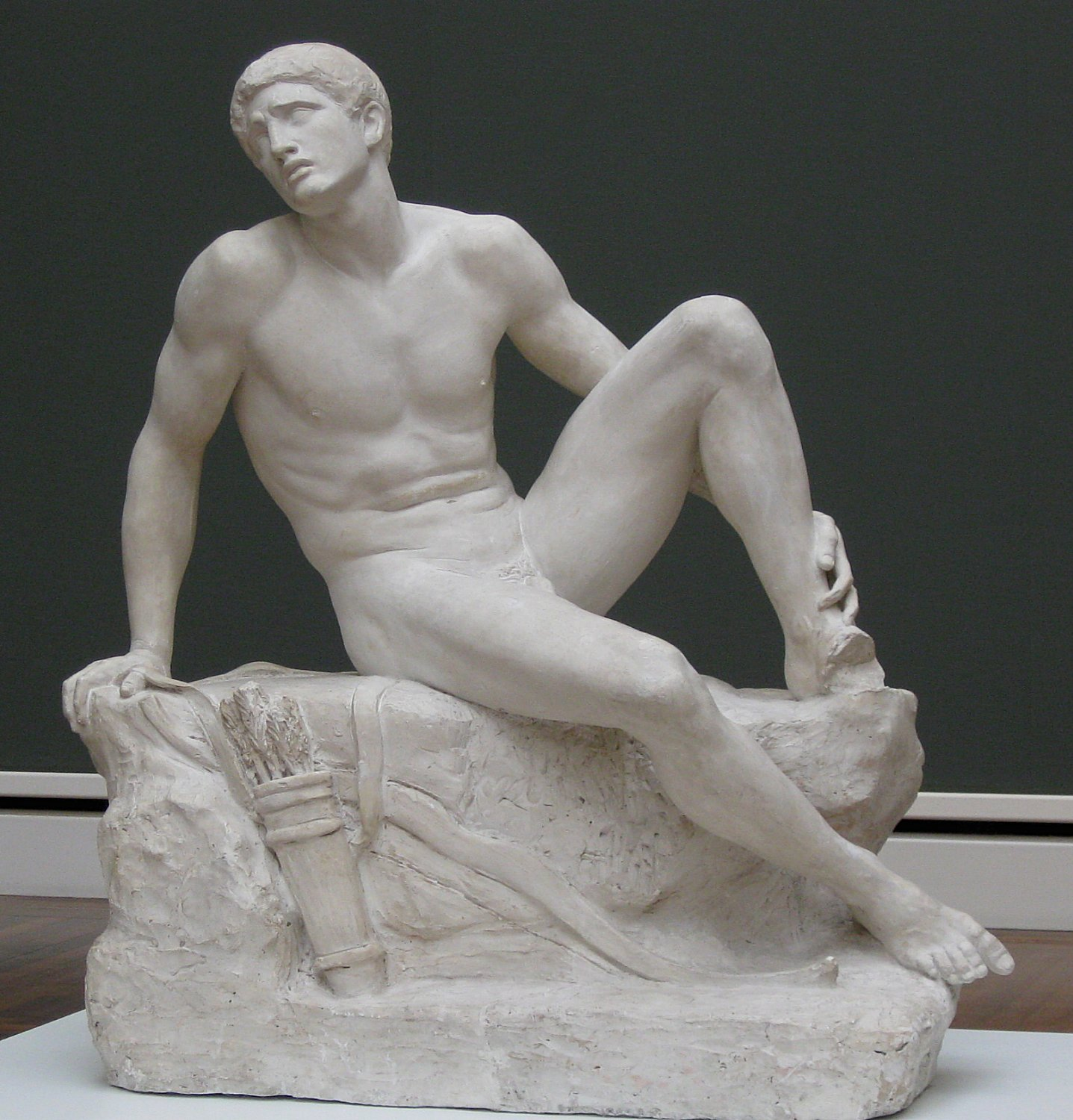
Adolf von Hildebrand: Philoktet (1886)

Philoktetes (altgriechisch Φιλοκτήτης) ist eine Tragödie des griechischen Dramatikers Sophokles aus Athen (496/497 v. Chr.–406/405 v. Chr.) aus dem Jahre 409 v. Chr.

## Inhalt
Dem Stück liegt der Philoktetes-Mythos zugrunde, der während des Trojanischen Krieges spielt.
Philoktet war von seinen Gefährten auf der Ausfahrt nach Troja wegen einer unheilbaren, schwärenden Fußverletzung auf der einsamen Insel Lemnos ausgesetzt und sich selbst überlassen worden, wo er neun Jahre unter großen Entbehrungen zubrachte. Nur Pfeil und Bogen – Geschenke des Herakles – verschafften dem geübten Schützen das Notwendigste, Hass auf die ehemaligen Gefährten hielt ihn aufrecht.
Das Stück setzt mit dem Eintreffen des Odysseus und des Achilleus-Sohnes Neoptolemos vor der Höhle auf der Insel Lemnos ein, wo Odysseus ein Jahrzehnt zuvor den Kranken zurückgelassen hatte und wo dieser noch immer sein Dasein fristet. Der verschlagene Odysseus erläutert Neoptolemos den Plan, wie man dem Helden durch eine Täuschung seine Waffen abnehmen könne, ohne sich seinem unfehlbaren Bogen auszusetzen; freiwillig werde Philoktet nämlich weder mitkommen noch die Waffen aus der Hand legen. Das sei aber notwendig, um den geweissagten Götterspruch zu erfüllen, wonach Troja nur mit Zutun des Philoktet und seiner Waffen fallen werde.
Neoptolemos, der im folgenden Dialog als aufrechter junger Mann porträtiert wird, soll sich in das Vertrauen des verbitterten Philoktet durch die Lüge einschleichen, auch er sei von den Führern des griechischen Heeres enttäuscht und daher auf dem Heimweg; vor allem habe ihm Odysseus die Waffen seines verstorbenen Vaters Achilleus vorenthalten und sei ihm daher verhasst.
Neoptolemos sträubt sich gegen die Zumutung, spielt aber dem nun auftretenden Philoktet gegenüber – Odysseus hat sich inzwischen zurückgezogen – die Rolle so überzeugend, dass Philoktet ihm seine Waffe anvertraut, als ihn eine seiner Schmerzattacken überfällt; der junge Mann wird dabei Zeuge, wie unsäglicher Schmerz den Mann vor seinen Augen bis zur Ohnmacht niederringt, wie Heimweh und Krankheit ihn nun schon ein Jahrzehnt lang martern; Mitleid überkommt ihn.
Kaum ist der Anfall vorüber, tritt Odysseus hinzu und erklärt die Täuschung für gelungen; mit Neoptolemos und den erschlichenen Waffen will er – Philoktet mag mitkommen oder nicht – nach Troja zurückkehren. Philoktet ist außer sich, muss sich aber als wehrloser Invalide den Spott des Odysseus gefallen lassen.
Mitleid und Scham bewegen den jungen Mann, vor den Augen des entsetzten Odysseus dem Kranken seine Waffen zurückzugeben und ihn über die ganze Intrige aufzuklären. Philoktet will Odysseus nun sofort umbringen, der aber entkommt.
In dem nun einsetzenden Dialog versucht Neoptolemos den Schwerkranken dazu zu überreden, seinen Groll zu vergessen und aus freier Willensentscheidung zum Heer zurückzukehren, um damit den Griechen den Sieg zu sichern. Aber nicht einmal die sichere Aussicht auf Heilung durch die im Heer befindlichen Götterärzte vermag den unzugänglichen und in seinem Hass gefangenen Philoktet von seinem Plan abzubringen, in die Heimat Griechenland abzureisen.

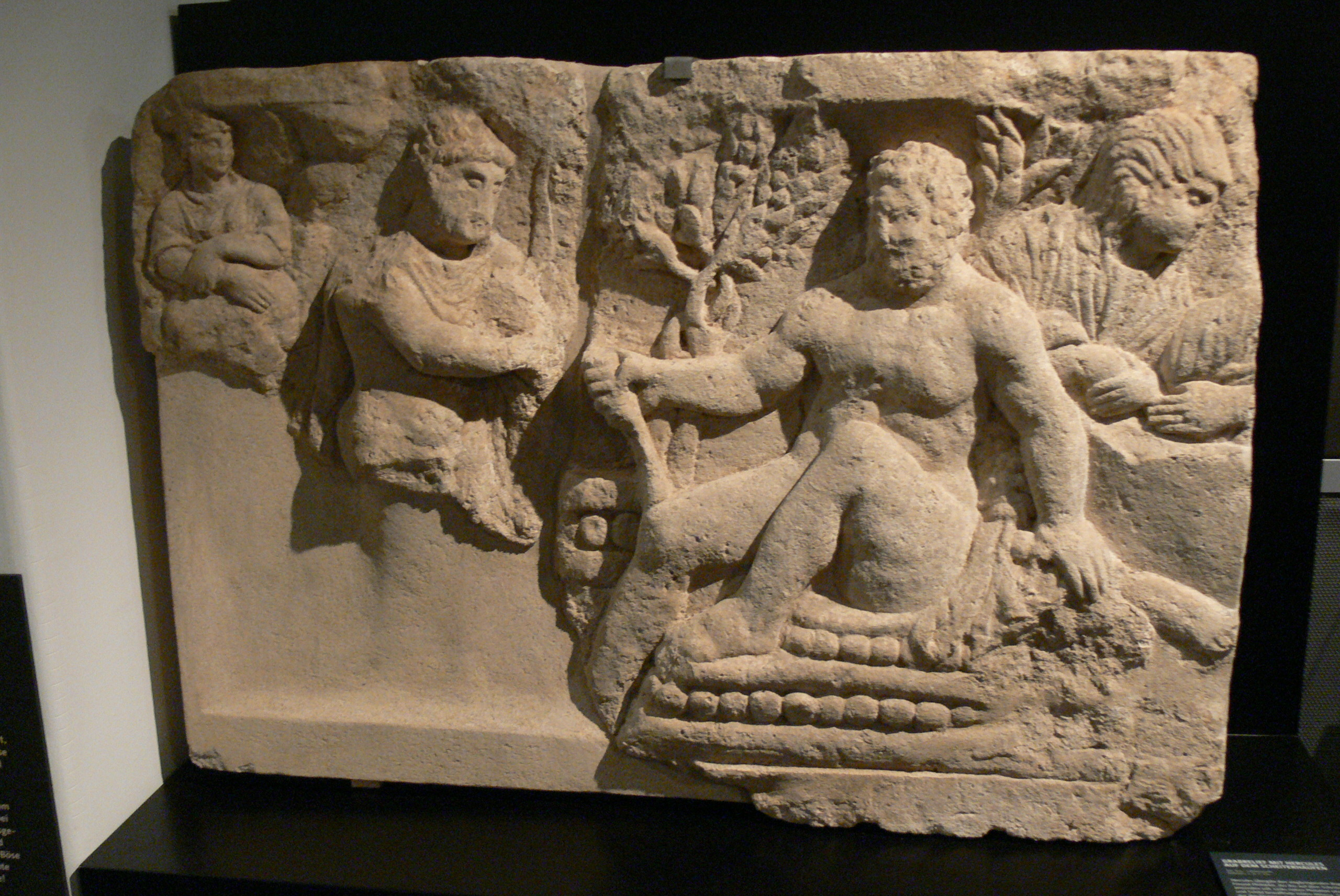
Herkules überreicht Philoktet vom Scheiterhaufen herab seinen Bogen. Grabrelief aus dem Museum Carnuntinum, 2. Jh. n. Chr.

Ihm gelingt es sogar, den beschämten Neoptolemos zur Mitfahrt nach Hause zu überreden, was für diesen den Bruch mit den Griechen, Schande und Krieg nach sich zöge; Odysseus’ Mission wäre gescheitert, Philoktet selbst bliebe todkrank und leidend, und der junge Neoptolemos würde zum Außenseiter in der Gemeinschaft der Griechen.
Im letzten Augenblick, als beide schon zur Küste aufbrechen, betritt der verstorbene Herakles als Deus ex machina die Szene und verkündet den Götterspruch, wonach Philoktet sich dem Schicksal zu beugen und nach Troja zu gehen habe. Dem bleibt nun nichts übrig, als sich der Autorität seines alten Waffenbruders und bisher einzigen Eroberers der Stadt zu beugen – denn nur dem Herakles war es bisher gelungen, das von den Göttern erbaute Troja zu erobern –, seinen Groll zu bezwingen und gemeinsam mit Neoptolemos zum griechischen Heer zurückzukehren.
Das Stück endet mit einem poetischen Abschied des Philoktet von der Insel Lemnos, die ihn so lange beherbergt hat.

## Bewertung, Einordnung
Sophokles verfasste das Stück, für das er im Jahr 409 einen ersten Preis gewann und dessen Datierung daher als sicher gilt, im Alter von fast neunzig Jahren. Mit seinem kraftvollen dramatischen Aufbau und der psychologisch überzeugenden Handlungsführung gilt es als eines der reifsten Stücke des Autors. In vieler Hinsicht ergeben sich im Aufbau von Personen und Handlung Parallelen zur Elektra.
Mit der Einführung der Gestalt des Neoptolemos, die vom Mythos in dieser Form nicht vorgesehen war – der Sage nach wurde Neoptolemos getrennt von Philoktet herbeigeholt – gelang es Sophokles, dem berechnenden, nur am Erfolg orientierten Odysseus und dem ehrlichen, aber egoistischen Philoktet in der äußeren Gestalt einer dritten Person das Prinzip des Mitgefühls, der Verantwortlichkeit und des tieferen Rechtsempfindens gegenüberzustellen.
Zwischen den drei Instanzen „Verstand“, „Recht“ und „Gefühl“ kann schließlich nur eine übergeordnete Instanz vermitteln, ein Richtig oder Falsch gibt es nicht, jede der Personen hat ihre eigene Wahrheit. Erst die übernatürliche Erscheinung des Herakles – in den sieben erhaltenen Tragödien des Sophokles der einzige Auftritt eines deus ex machina – löst am Ende das ausweglose Patt durch den Hinweis auf eine über den Menschen stehende Macht. Darin dürfte nicht nur die zutiefst religiöse Ader des Verfassers, die seine Biographen mehrfach betonen, zum Ausdruck kommen, sondern auch die kathartische Einsicht, dass dem Menschen bei aller Individualität und persönlicher Freiheit Grenzen gesetzt sind. Insofern ist das Drama trotz seines versöhnlichen Ausgangs durchaus als Tragödie im klassischen Sinn zu bezeichnen: es schildert die unlösbare Verstrickung des Menschen in sein Schicksal.

## Textüberlieferung
Philoktet gehört zu den wenigen erhaltenen Stücken des Autors – sieben von insgesamt 123 – und ist mangels antiker Textüberlieferung – in Papyriform liegen fast keine Bruchstücke vor – vor allem in mittelalterlichen Handschriften überliefert.
Der griechische Schriftsteller Dion Chrysostomos († vor 120 n. Chr.) verglich die heute verschollenen Philoktet-Dramen des Aischylos und des Euripides mit dem (heute noch erhaltenen) des Sophokles.

## Ausgaben
- Otto Nitzsch: Übersetzung des Sophokleischen Philoktet. 2 Teile, Velhagen & Klasing, Bielefeld 1891–1892 (Schulprogramm; Digitalisat).
- Sophoclis Fabulae. Recognoverunt brevique adnotatione critica instruxerunt H[ugh] Lloyd-Jones et N[igel] G[uy] Wilson. Clarendon Press, Oxford 1990, ISBN 0-19-814577-2.
- Sophokles: Werke in 2 Bänden. Aus dem Griechischen übertragen, herausgegeben und kommentiert von Dietrich Ebener. Aufbau, Berlin 1995, ISBN 3-351-02324-3.
- Sophokles: Dramen. Griechisch und deutsch. Herausgegeben und übersetzt von Wilhelm Willige, überarbeitet von Karl Bayer. Mit Anmerkungen und einer Einführung von Bernhard Zimmermann. 4. Auflage. Artemis & Winkler, Düsseldorf/Zürich 2003, ISBN 3-7608-1631-2, S. 453–545.
- Sophokles, Philoktet. Mit der 52. Rede des Dion Chrysostomos („Der Bogen des Philoktet“). Übersetzt und hg. von Paul Dräger. Reclam Stuttgart 2012. ISBN 978-3-15-018973-3.

## Adaptionen
- Heiner Müller: Philoktet. 1965.
- Tom Stoppard: Neutral Ground. 1968.
- Seamus Heaney: The Cure at Troy. 1991.
- Bryan Doerris: The Philoctetes Project. 2005 (nutzt den Philoktet-Stoff zur Bewältigung von posttraumatischen Erkrankungen bei amerikanischen Soldaten, z. B. Irak- und Afghanistanrückkehrern).[10]
- Kae Tempest: Paradise. 2021.[11]